# Attilio Calatroni
Attilio Calatroni (Brescia, 1950. július 18. –) olimpiai és világbajnoki ezüstérmes olasz tőrvívó.